# Nya Murbruksfabrikens i Stockholm
Nya Murbruksfabrikens i Stockholm AB var ett företag som tillverkade mur- och putsbruk. Bolaget bildades 1889, och kom från 1917 att vara Rederi AB Nordstjernans ägo. Den väganläggningsavdelning som startats i mitten av 1920-talet avskildes 1930 som ett eget bolag med namnet Svenska Väg AB. Detta kom senare att fusioneras till dagens NCC. 1965 gick Nya Murbruksfabriken samman med AB Strå Kalkbruk varvid Stråbruken AB bildades.

## Historia
Nya Murbruksfabrikens i Stockholm AB bildades år 1889 på initiativ av byggmästare Robert Alderin. Han hade ett år tidigare börjat mur- och putsbrukstillverkning i en fabrik vid Hantverkargatan 29 i Stockholm. Alderin blev vid bildandet av bolaget dess verkställande direktör, en befattning han innehade ända fram till sin död år 1916. Att bolaget fick namnet Nya Murbruksfabriken berodde på att det redan fanns ett murbruksföretag i Stockholm, nämligen Stockholms Murbruksfabrik. Det hade grundats år 1885 och hade då sin fabrik vid ungefär nuvarande korsningen av Kammakargatan och Torsgatan. Fabriken flyttades dock redan år 1888 till Dalagatan 1. Tre år senare, 1891, uppgick Stockholms Murbruksfabrik i Nya Murbruksfabriken.
Det stora behovet av sand för brukstillverkningen gjorde att Nya Murbruksfabriken redan tidigt började inköpa och arrendera flera grustag. Vid sidan av murbrukstillverkningen började därmed även en omfattande försäljning av grusmaterial att utvecklas. Grustag fanns såväl väster om Stockholm vid Mälaren som norr- och söderut. Bland annat hade man ett stort sandtag på Ekerö strax utanför Stockholm. Murbruksfabrikerna kom även de att bli fler, i början av 1950-talet hade man I Stockholm tillverkning vid Albano (Norrtull), Ligna (Hornstull) samt i Sundbyberg, Sköndal och Nynäshamn. I Sala byggdes 1948 en modern fabrik för tillverkning av terrasitputs.
1925 började Nya Murbruksfabriken även ge sig in i vägbyggnadsbranschen. Orsakerna var främst att vägbyggandet och underhållet i Stockholms län under 1924 fått en mer effektiv tekniskt rationell organisation som krävde kunniga entreprenörer, samt att Nya Murbruksfabriken ägde ett stort antal grustag i Stockholmstrakten. Utvecklingen gick snabbt, och den 1 oktober 1930 avskildes vägavdelning från Nya Murbruksfabriken under namnet Svenska Väg AB. 
1965 fusionerades Nya Murbruksfabrikens i Stockholm AB och AB Strå Kalkbruk för att bilda Stråbruken AB.